# 社会主义抵抗集体
社会主义抵抗集体（葡萄牙语：Coletivo Resistência Socialista）是巴西的一个已不存在的托洛茨基主义组织。该组织成立于2012年，分裂自社会主义和自由党内部派别“社会主义和自由集体”。该组织仍然留在社会主义和自由党内部，作为它的一个派别。2016年3月，该组织与社会主义和自由党的内部派别“社会主义反应”和“争取社会主义运动”合并为新派别“新社会主义组织”。该组织曾是第四国际的常驻观察员。